# Vincetoxicum lanceolatum
Vincetoxicum lanceolatum är en oleanderväxtart som först beskrevs av Valery Ivanovich Grubov, och fick sitt nu gällande namn av Valery Ivanovich Grubov. Vincetoxicum lanceolatum ingår i släktet tulkörter, och familjen oleanderväxter. Inga underarter finns listade i Catalogue of Life.